# Gonna Change My Way of Thinking
Gonna Change My Way of Thinking – piosenka skomponowana przez Boba Dylana, nagrana przez niego w maju 1979 r., wydana na albumie Slow Train Coming w sierpniu 1979 r.

## Historia i charakter utworu
Utwór ten został nagrany w Muscle Shoals Sound Studio w Sheffield w Alabamie 2 maja 1979 r. Była to trzecia sesja nagraniowa tego albumu. Producentem sesji byli Jerry Wexler i Barry Beckett.
Piosenka porusza problem autorytetu (z niebios) i to w sposób mocno polemiczny, chociaż wykonanie utworu wyraża jego całkowitą wiarygodność.
Formalnie piosenka jest klasycznym 12-taktowym bluesrockowym utworem i ta jej forma pozwoliła Dylanowi wypełnić ją treścią pełną odniesień biblijnych. Znaczeniowe centrum utworu, to najpewniej kilka wersów rozpoczynających się od słów "Jesus said 'be ready'(...) ("Jezus rzekł 'bądź gotów' (...)"). Dylan śmiało posługuje się cytatami z Nowego Testamentu, z ewangelii Mateusza (12:30) i Łukasza (11:23). Początkowe odczucie bezkompromisowości Dylana ulega w dalszej części piosenki złagodzeniu, gdy Dylan zdaje się wskazywać, że życie świeckie i duchowe nie muszą się wykluczać wzajemnie.
Po raz pierwszy i ostatni na koncertach Dylan wykonywał tę piosenkę w latach 1979 i 1980.

## Muzycy
Sesja 3
- Bob Dylan - gitara, wokal
- Mark Knopfler - gitara
- Tim Drummond - gitara basowa
- Mickey Buckins - instrumenty perkusyjne
- Barry Beckett - instrumenty perkusyjne; organy
- Harrison Calloway Jr. - trąbka
- Ronnie Eades - saksofon barytonowy
- Harvey Thompson - saksofon tenorowy
- Charlie Rose - puzon
- Lloyd Barry - trąbka
- Pick Withers - perkusja
- Carolyn Dennis, Helena Springs, Regina Havis - chórki

## Dyskografia
Albumy
- Slow Train Coming (1979)

## Wykonania piosenki przez innych artystów
- Bob Dylan i Mavis Staples na albumie różnych wykonawców Gotta Serve Somebody: The Gospel Songs of Bob Dylan (2003)